# Челищев, Виктор Николаевич
Виктор Николаевич Челищев (1870—1952) — русский общественный деятель, писатель, журналист, мемуарист из рода Челищевых. В 1917 г. председатель Московской судебной палаты и совета Всероссийского союза юристов, возглавлял отдел юстиции Особого совещания при армии Деникина; в 1920-е гг. председатель Демократического объединения русских эмигрантов; автор книг «Алёшка Чураков» (Белград, 1926) и «Охотники». Отец винодела Андрея Челищева.

## Биография
Сын помещика Калужской губернии. Детство провёл в имении Бутовка около Боровска. В 1881—1889 годах учился в Калужской классической гимназии. В 1893 году окончил юридический факультет Московского университета.
Гласный Боровского уездного земства. С 1896 года на службе в Московской судебной палате. 20 лет, в 1898—1916 участковый мировой судья в Москве. В 1906—1917 годах мировой судья Симоновского участка в Москве. В 1909 надворный, в 1913—1915 коллежский, в 1916—1917 статский советник. В 1913—1917 член Московского отделения Русского технического общества. В 1914 член Московского общества патроната над несовершеннолетними, непременный член отдела городского и земского самоуправления Московского отделения императорского Русского технического общества при Московском университете. Член Совета (правления), затем товарищ председателя Московского юридического общества. С 1916 председатель Московского съезда мировых судей (столичного мирового съезда). В 1916—1917 годах гласный Московской городской думы.
Член Партии народной свободы. Предлагался А. Ф. Керенским на пост старшего председателя Московской судебной палаты, первоначально отказался занимать этот пост, но затем согласился, занимал его с 22 марта по октябрь 1917 года. 25 июня 1917 года по списку кадетской партии был избран гласным Московской городской думы.
В 1917 году председатель правления Всероссийского союза юристов. Работал в юридическом отделе Союза городов и Земском союзе, в Национальном центре. Член Главного комитета Всероссийского земского союза. Друг Ф. Ф. Кокошкина, В. А. Оболенского, С. Д. Урусова, А. Р. Ледницкого, В. А. Маклакова. В 1917—1918 годах член Совета общественных деятелей.
В 1918 член (правления) Национального центра в Москве. Послан этой организацией в ноябре 1918 года на юг России. С декабря (ноября) 1918 по декабрь 1919 (февраль 1920) возглавлял управление (начальник управления) юстиции Особого совещания при главнокомандующем Вооружёнными силами Юга России А. И. Деникине; руководил также работой Донского правительствующего Сената. В июне 1919 представитель Главнокомандующего Вооружённых сил Юга России в Конференции казачьих войск.
В 1919 председатель комиссии по разработке аграрного проекта (межведомственной комиссии для рассмотрения проекта земельного положения при Особом совещании). Член комиссии по формированию гражданской власти при Особом совещании. Заместитель председателя Особого совещания А. С. Лукомского. 16 декабря 1919 года вместе с рядом других политических деятелей предлагал А. И. Деникину распустить Особое совещание и заменить его советом при главнокомандующем. Обер-прокурор 1 департамента Сената при П. Н. Врангеле.
Эвакуирован из Новороссийска. Летом 1920 года в Константинополе, на острове Лемнос. В ноябре 1920 года эмигрировал в Югославию. 2 января 1921 года группа из 55 русских эмигрантов создала Колонию русских беженцев в Кралевце, стал её председателем; в сентябре эмигранты переехали в город Осиек. В 1924—1929 годах чиновник Министерства юстиции в Белграде. Прозаик.
1 октября 1925 года стал членом-основателем Союза русских писателей и журналистов в Югославии, в 1926—1931 годах товарищ председателя этого союза, с 4 октября 1931 года его почётный член. В 1926 один из редакторов издания этого союза — «Призыв» (вместе с Е. В. Аничковым, М. П. Чубинским и др.).
Один из редакторов белградской газеты «Россия». Член правления Зарубежного союза русских писателей и журналистов. Организовал в Белграде вечера Живого альманаха. Член организационного бюро 1 Конгресса русских заграничных писателей и журналистов, проходившего в Белграде, избран на этом съезде членом правления Зарубежного союза русских писателей и журналистов (1928). Издал в Белграде сборник рассказов «Алешка Чураков» (1926). Представитель Русского зарубежного исторического архива (Прага) в Белграде. Председатель правления Национально-демократического объединения русских беженцев в Белграде.
В 1928 году был посвящён в масоны в белградской ложе «Побратим», её член до отъезда из Югославии. В 1930—1931 годах служил в Генеральной дирекции государственных железных дорог.
В 1931 году переехал в Чехословакию. Товарищ председателя Союза русских писателей и журналистов в Чехословакии. С 1932 году член совета Русского зарубежного исторического архива (РЗИА) в Праге. В 1934 приехал в Париж, член совета партии «Крестьянская Россия». Член Московского землячества (с 1934), член его правления (комитета) (с 1938), выступал с докладами на собраниях.
С 1934 член, затем товарищ председателя, в 1935—1945 годов член правления Союза русских судебных деятелей во Франции, выступал с докладами в этой организации. В 1935 выступал с докладами в кружке «К познанию России». Член Союза русских дворян. Участник литературных вечеров, проводимых Русским народным университетом (1935—1940), читал здесь лекции. Устраивал ежегодные литературные вечера в Париже, на которых читал свои рассказы (1936—1938). Подготовил к печати сборник рассказов «Тени прошлого» (1936). Сотрудничал в журнале «Иллюстрированная Россия», газете «Доброволец» впоследствии — в журнале «Возрождение».
После Второй мировой войны вместе с В. А. Оболенским входил в «Клуб стариков» в Париже. В 1945 уехал из Франции в США, жил в Калифорнии. Похоронен на Сербском кладбище в г. Колма ок. Сан-Франциско. Его воспоминания публиковались в «Новом журнале» (1988). В 2005 г. внук передал его архив в московскую библиотеку «Русское зарубежье».